# Alcona megye
Alcona megye az Amerikai Egyesült Államokban, azon belül Michigan államban található. Megyeszékhelye és legnagyobb városa Harrisville. Lakosainak száma 10 167 fő (2020. április 1.). Alcona megye Alpena, Iosco, Ogemaw, Oscoda és Montmorency megyékkel határos.

## Népesség
A megye népességének változása:
| Lakosok száma | 10 886 | 10 763 | 10 594 | 10 578 | 10 349 | 10 167 |
|               | 2010   | 2011   | 2012   | 2013   | 2015   | 2020   |